# Powiat Braniewski
Der Powiat Braniewski ist ein Powiat (Kreis) in der polnischen Woiwodschaft Ermland-Masuren. Er umfasst ein Territorium von 1204,5 km², auf dem rund 41.200 Einwohner leben. Das Gebiet ist nicht identisch mit dem früheren Kreis Braunsberg.

## Gemeinden
Zum Powiat Braniewski gehören sieben Gemeinden, davon
eine Stadtgemeinde
- Braniewo (Braunsberg), 16.974 Einwohner

zwei Stadt-und-Land-Gemeinden
- Frombork (Frauenburg), 3515 Einwohner
- Pieniężno (Mehlsack), 6111 Einwohner

und vier Landgemeinden
- Braniewo, (Braunsberg), 6013 Einwohner
- Lelkowo (Lichtenfeld), 2763 Einwohner
- Płoskinia (Plaßwich), 2465 Einwohner
- Wilczęta (Deutschendorf), 2935 Einwohner.